# الفيلهارمونيا الوطنية في وارسو
الفيلهارمونيا الوطنية في وارسو (بالبولندية: Orkiestra Filharmonii Narodowej w Warszawie) هي مؤسسة ثقافية بولندية، تقع في 5 شارع ياسنا في وارسو.
تنظم منذ عام 1955 مسابقة شوبان الدولية للبيانو.
ويستضيف المبنى مهرجان خريف وارسو السنوي.
شيد المبنى بين عامي 1900 و1901، تحت إدارة كارول كوزلوفسكي، وأعيد بناؤها عام 1955 على يد يوجينيوش شباركوفسكي.
مدير المؤسسة حاليا هو فويتسيتش نوفاك.

## روابط خارجية
- الفيلهارمونيا الوطنية في وارسو على موقع IMDb (الإنجليزية)
- الفيلهارمونيا الوطنية في وارسو على موقع ميوزك برينز (الإنجليزية)
- الفيلهارمونيا الوطنية في وارسو على موقع أول ميوزيك (الإنجليزية)
- الفيلهارمونيا الوطنية في وارسو على موقع ديسكوغز (الإنجليزية)
- الفيلهارمونيا الوطنية في وارسو على موقع ديسكوغز (الإنجليزية)
- الفيلهارمونيا الوطنية في وارسو على موقع ANN company (الإنجليزية)